# Anders Hermansen
Anders Hermansen (Koppenhága, 1973. november 6. –) dán nemzetközi labdarúgó-játékvezető.	

## Pályafutása

### Nemzeti játékvezetés
Játékvezetésből Koppenhágában vizsgázott. Vizsgáját követően a Koppenhágai Labdarúgó-szövetség által üzemeltetett labdarúgó bajnokságokban kezdte sportszolgálatát[forrás?]. A Dán Labdarúgó-szövetség (DBU) Játékvezető Bizottságának (JB) minősítésével 2002-től a Viasat Divisionen, majd 2004-től a Superligaen bírója. Küldési gyakorlat szerint rendszeres 4. bírói szolgálatot is végzett. Munkahelyi elfoglaltsága miatt a nemzeti játékvezetéstől 2012-ben vonult vissza. Superligaen mérkőzéseinek száma: 107 (2006. április 23. – 2012. május 23. között).

#### Nemzeti kupamérkőzések
Vezetett kupadöntők száma: 2.

##### Dán labdarúgó-szuperkupa
2004/2005-ös és a  2011/2012-es szezonban irányította a szuperkupa döntőt. A 2012-es egyben a búcsúmérkőzése volt.

### Nemzetközi játékvezetés
A Dán labdarúgó-szövetség JB terjesztette fel nemzetközi játékvezetőnek, a Nemzetközi Labdarúgó-szövetség (FIFA) 2006-tól tartotta nyilván bírói keretében. A FIFA JB központi nyelvei közül a spanyolt beszéli. Az UEFAJB besorolása szerint 2. kategóriás bíró. Több nemzetek közötti válogatott, valamint Intertotó-kupa, Európa-liga és UEFA-kupa klubmérkőzést vezetett, vagy működő társának 4. bíróként segített. A dán nemzetközi játékvezetők rangsorában, a világbajnokság-Európa-bajnokság sorrendjében többedmagával a 20. helyet foglalja el 2 találkozó szolgálatával. A  nemzetközi játékvezetéstől 2012-ben búcsúzott. Válogatott mérkőzéseinek száma: 4 (2011. szeptember 6.).

#### Labdarúgó-világbajnokság
A 2010-es labdarúgó-világbajnokságon a FIFA JB játékvezetőként alkalmazta. Selejtező mérkőzéseket az Európai Labdarúgó-szövetség (UEFA)  zónában vezetett.
| Időpont             | Helyszín                       | Mérkőzés típusa           | Mérkőzés              | Eredmény | Nézők száma |
| ------------------- | ------------------------------ | ------------------------- | --------------------- | -------- | ----------- |
| 2008. szeptember 6. | Stade Josy Barthel, Luxembourg | előselejtező (2. csoport) | Luxemburg–Görögország | 0 – 3    | 4596        |

#### Labdarúgó-Európa-bajnokság
A 2008-as U17-es labdarúgó-Európa-bajnokságon az UEFA JB bíróként foglalkoztatta.
| Időpont         | Helyszín                              | Mérkőzés típusa              | Mérkőzés                | Eredmény |
| --------------- | ------------------------------------- | ---------------------------- | ----------------------- | -------- |
| 2008. május 4.  | World Wonder Football Centre, Antalya | csoportmérkőzés (A. csoport) | Skócia–Szerbia          | 0 – 2    |
| 2008. május 10. | World Wonder Football Centre, Antalya | csoportmérkőzés (B. csoport) | Svájc–Franciaország     | 0 – 2    |
| 2008. május 13. | Városi, Antalya                       | egyik elődöntő               | Spanyolország–Hollandia | 2 – 1    |

#### Kirin-kupa
A Japán labdarúgó-szövetség 1978–2011 között a Japán labdarúgó-válogatott fejlődésének elősegítésére rendezte.

##### 2009-es Kirin-kupa
| Időpont         | Helyszín              | Mérkőzés típusa | Mérkőzés      | Eredmény | Nézők száma |
| --------------- | --------------------- | --------------- | ------------- | -------- | ----------- |
| 2009. május 27. | Nagai Stadion, Oszaka | csoportmérkőzés | Japán–Belgium | 4 – 0    | 43 531      |